# Käthe Kollwitz
Käthe Kollwitz (nacida como Käthe Schmidt, Königsberg, 8 de julio de 1867-Moritzburg, 22 de abril de 1945) fue una grabadora, pintora y escultora  alemana. La violencia de las guerras de su contexto, así como la pérdida de un hijo durante la Primera Guerra Mundial, marcaron significativamente la producción de sus obras, y eso la ha convertido en una de las figuras más populares del arte alemán de entresiglos en la actualidad.

## Biografía
Sus padres fueron Karl Schmidt (1825-1898) y Katharina Rupp (1837-1925). Su padre estudió derecho pero, debido a sus opiniones socialdemócratas, no encontró empleo en Prusia, y ejerció como maestro albañil. Su madre era hija del predicador luterano Julius Rupp. Tuvo tres hermanos: Julie, Lisbeth y Conrad Schmidt.
Su educación y arte estuvieron enormemente influenciados por su abuelo en cuanto a la religión y por su padre en cuanto al socialismo.
Kollwitz pasó su infancia desde 1867 hasta 1885 en Königsberg (Prusia). Percatándose de su talento, el padre de Kollwitz movió algunos hilos para que ella comenzara lecciones de dibujo y copia de moldes de yeso a la edad de doce años. Con dieciséis años comenzó a elaborar dibujos de trabajadores, marineros y campesinos que veía en las oficinas de su padre. Deseando continuar sus estudios en un contexto en que las universidades no estaban abiertas para las mujeres jóvenes, Kollwitz se inscribió en una escuela de arte para mujeres en Berlín. Allí estudió con Karl Stauffer-Bern, un amigo del artista Max Klinger, a quien también tuvo oportunidad de conocer. Los grabados de Klinger, su técnica y sus preocupaciones sociales, fueron una inspiración para Kollwitz.

## Inicios artísticos
De regreso a Königsberg en 1887, inició su producción pictórica bajo la supervisión del pintor Emil Neide. Los dos años siguientes, 1888-89, se matriculó en la Escuela de Artistas Femeninas de Múnich, en la que recibió clases de Ludwig Herterich. Regresó a Königsberg ese mismo año, donde estableció su primer estudio y comenzó su producción pictórica de manera profesional e independiente a la vez que realizó su primer grabado.
En 1891 contrajo matrimonio con el Dr. Karl Köllwitz. Ambos se trasladaron a Berlín, donde se establecieron en uno de los barrios más pobres de la capital, donde su marido ejerció su actividad tanto como médico como activo militante socialista. La militancia activa de su marido tuvo una influencia relevante en las obras artísticas de Käthe Kollwitz, pues la visión de las miserables condiciones de vida de la clase obrera y su activismo político fueron ejes centrales en sus primeras obras.
Al año siguiente nació su hijo Hans Kollwitz y en 1896 nació su segundo hijo, Peter Kollwitz.
En 1898 Käthe Kollwitz comenzó a impartir clases en la Escuela de Mujeres Artistas de Berlín, donde permaneció hasta 1903, y en 1910 comenzó su producción de esculturas.

## La influencia de la Primera Guerra Mundial
En 1914 su hijo Peter fue asesinado en combate en Flandes, al comienzo de la Primera Guerra Mundial. La pérdida de su hijo contribuyó aún más a sus simpatías políticas socialistas y pacifistas. En 1919 trabajó en un grabado en madera conmemorativo dedicado a Karl Liebknecht, el socialista revolucionario asesinado ese mismo año. Käthe creía que el arte debía reflejar las condiciones sociales de la época y durante la década de 1920 produjo una serie de obras que reflejaban su preocupación por los temas de la guerra: la pobreza, la vida de la clase trabajadora y la vida de las mujeres comunes y corrientes.
Pese a la impopularidad que le supuso su oposición a la guerra, en 1919 fue nombrada miembro de la Academia de las Artes de Prusia y se convirtió en la primera mujer en ocupar una plaza en dicha institución, en la cual permaneció hasta su forzada dimisión en 1933, a causa de la ascensión al poder del partido nacionalsocialista de Hitler, como ocurrió con tantos otros miembros de su generación artística.

## Los Siete Grabados
Entre 1920 y 1925 realizó las series Siete Xilografías sobre la Guerra, publicadas en 1924 junto con el portafolio Partida y Muerte, y al año siguiente publicó la serie titulada El Proletariado; todos ellos de fuerte crítica social que denunciaban las condiciones más penosas de la guerra y las injusticias sociales del momento. Estos grabados en madera, se centran en la angustia que sufren las esposas, padres e hijos cuyos hombres lucharon y murieron en la guerra. En El Sacrificio, una nueva madre ofrece a su bebé como un sacrificio a la causa. En La Viuda II, una mujer y su bebé yacen amontonados, tal vez muertos de hambre. Voluntarios es la única impresión para mostrar a los combatientes. En él, el hijo de Kollwitz, Peter, toma su lugar al lado de La Muerte, quien dirige a una banda de jóvenes en una procesión extática a la guerra.

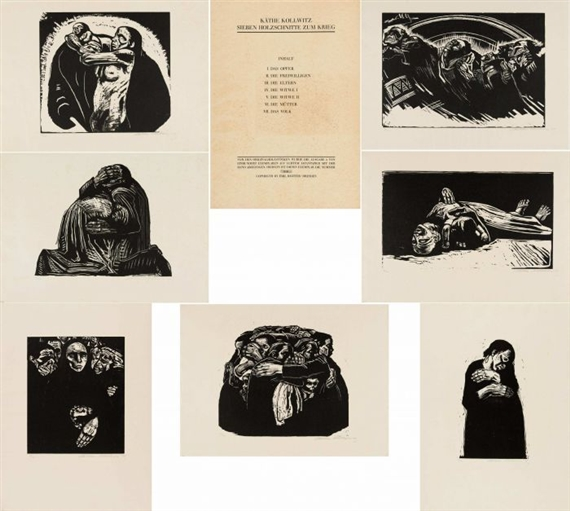
Las siete xilografías
(o Los siete grabados). 1922/23. Museum of Modern Art.

Estas impresiones expresan la cruda agonía que la guerra inflige a la humanidad. En La Viuda I, una mujer se abraza con angustia. Su forma redondeada y el tierno contacto de sus manos masivas sobre su pecho y abdomen sugieren que puede estar embarazada, lo que otorga mayor conmoción a su situación. En Las Madres, un grupo de mujeres encerradas en un fuerte abrazo se consuelan mutuamente, mientras dos niños asustados se asoman por debajo de su grupo protector. En Los Voluntarios, cuatro jóvenes, cuyos rostros afligidos y sus puños apretados traicionan su sentido de la fatalidad y la determinación, y se ofrecen como voluntarios para luchar mientras siguen a una figura de tambores con una máscara de muerte. El dolor y el tormento impregnan cada una de estas imágenes, transmitidas gráficamente por los cortes brutos del medio de grabado en madera. Los siete grabados sobre la guerra de Kollwitz es uno de los varios portafolios de grabados de artistas alemanes que se centran en el salvajismo de la Primera Guerra Mundial. Pero en lugar de mostrar las brutalidades de la guerra y los bombardeos experimentados por los soldados, la artista retrata las respuestas emocionales de los civiles. Aunque su sensación de pérdida era muy personal por la pérdida de su hijo menor, Peter, Kollwitz representa visiones universales de la tristeza infinita que genera la guerra para los que quedan atrás.
La obra se encuentra actualmente en el Museo de Arte Contemporáneo (MoMA) de Nueva York.

## Breve viaje a Rusia
En 1927 realizó un viaje breve a Rusia, a la región del Volga, país al que se sentía vinculada políticamente, aunque ese sentimiento se transformó pronto en profunda decepción al contemplar la dura y amenazada vida campesina y presenciar incluso el canibalismo y otros horrores de la Rusia comunista, y regresó ese mismo año a Alemania.

## Bajo el régimen nazi
A partir de la ascensión al poder de los nazis, Kollwitz fue víctima del hostigamiento que caracterizó al régimen de Adolf Hitler frente a los artistas de vanguardia. Sus obras fueron incluidas en la Exposición de Arte Degenerado (Entartete Kunst) celebrada en Berlín, cuya inauguración tuvo lugar el 19 de julio de 1937 y corrió a cargo del presidente de la Cámara del Reich para las Artes Plásticas. En ella se presentaron cerca de 650 pinturas, esculturas y dibujos pertenecientes a museos y colecciones alemanas, seleccionadas entre más de 16.000 obras, con el objeto de ridiculizar el arte de moda. Paralelamente a esta exposición, el régimen organizó una exposición de arte oficial, la Exposición del Gran Arte Alemán (Grosse Deutsche Kunstausstellug) o Arte Nacionalsocialista, cuya inauguración fue presidida por el propio Hitler. Paradójicamente, en contra de las intenciones de los organizadores de ambas, la primera recibió dos millones de visitantes, frente al escaso medio millón de la segunda.
El periodo entre 1937 y 1944 fue especialmente duro para Köllwitz. A las continuas presiones del régimen nazi se sumó la destrucción de su estudio con la práctica totalidad de sus obras durante los bombardeos de los Aliados. Este pesimismo vital se percibe en su última serie de grabados, Muerte (compuesta por ocho litografías), que parece prever el fallecimiento de su marido en 1940 y el suyo propio el 22 de abril de 1945, poco antes del fin de la guerra, en Moritzburg, a donde se había trasladado dos años antes a la residencia de un familiar con la intención de ocultarse.

## Legado

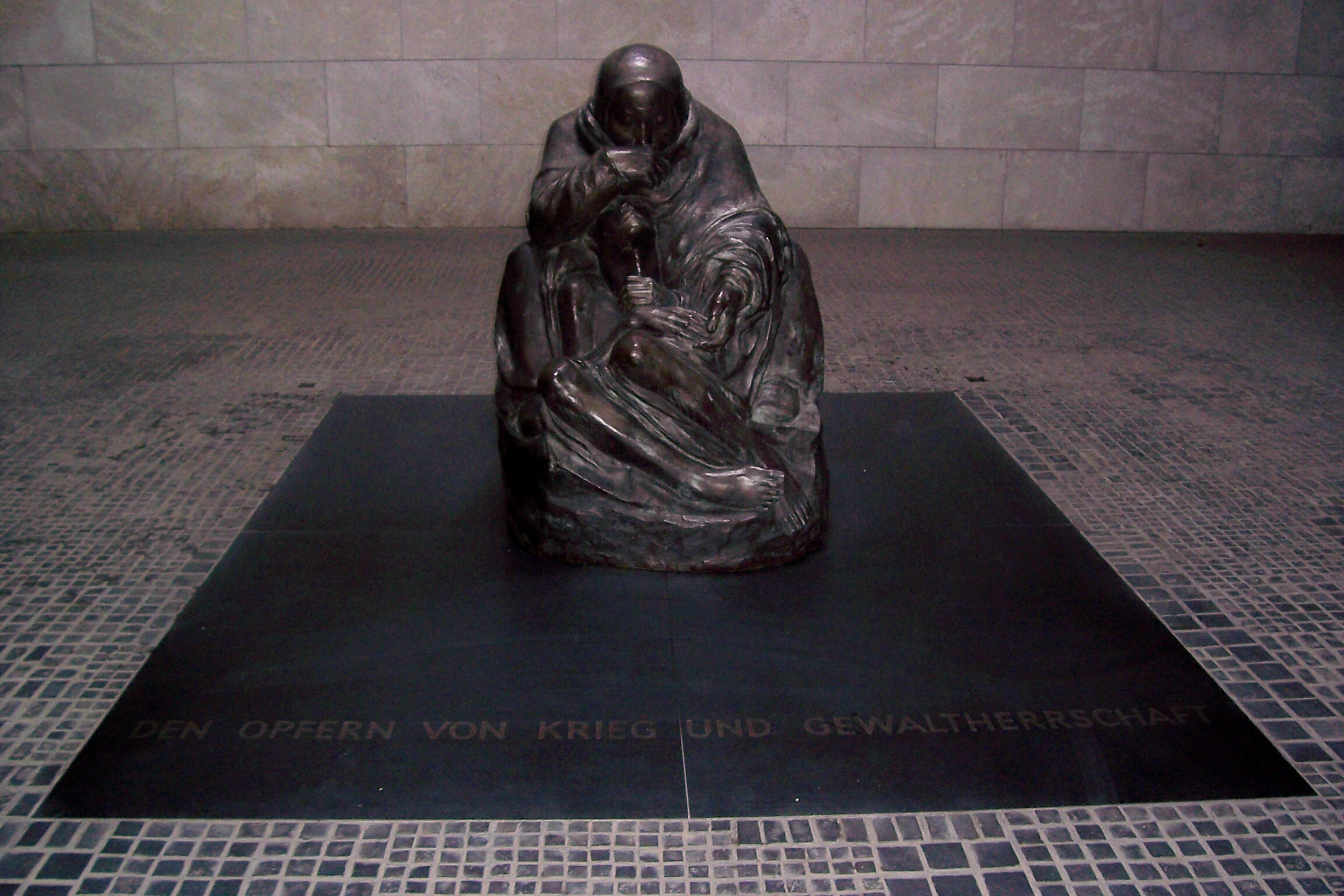
Madre con su Hijo Muerto o Pietá de Kollwitz, colocada en el Neue Wache de Berlín en 1993. Réplica aumentada.

Kollwitz realizó un total de 275 grabados en madera y litografía. Prácticamente los únicos retratos que hizo durante su vida fueron imágenes de sí misma, de las cuales hay al menos cincuenta.
En la actualidad, quizás su obra más emblemática sea una versión ampliada de una escultura similar de Kollwitz, Madre con su Hijo Muerto, más conocido como La Pietá Kollwitz, que se colocó en 1993 en el centro del Neue Wache en Berlín, que sirve como monumento a las víctimas de la guerra y la tiranía.
Cuatro museos, en Berlín, Colonia y Moritzburg y el Museo Käthe Kollwitz en Koekelare, están dedicados exclusivamente a su trabajo.
El Premio Käthe Kollwitz, formalizado en 1960, lleva su nombre.
Se le han rendido homenajes y exposiciones con frecuencia. En 2017, Google Doodle homenajeó el 150 cumpleaños de Kollwitz. Una exposición, Retrato del artista: Käthe Kollwitz se llevó a cabo en la Galería Ikon en Birmingham, Inglaterra, del 13 de septiembre al 26 de noviembre de 2017.
El asteroide (8827) Kollwitz fue nombrado así en su honor.

## Otras obras
|                                                                       |
| Mujer orando, 1892. Musée d'art moderne et contemporain of Strasbourg |

|                                                                  |
| Miseria, 1897. Musée d'art moderne et contemporain of Strasbourg |

|                                                                |
| Busto de mujer trabajadora en chal azul, 1903. Brooklyn Museum |

|                                        |
| La joven pareja, 1904. Brooklyn Museum |

|                                                     |
| Mujer trabajdora (con arete), 1910. Brooklyn Museum |

|                                                                           |
| La Marcha de los Tejedores en Berlín, 1897. Käthe Kollwitz Museum Berlín. |

|                                                                                      |
| Los padres en duelo, memorial al hijo de Kollwitz, Peter, ahora en Vladslo, Bélgica. |

| |
| La viuda I (1922-23), xilografía de la Colección Mario de Andrade, en el Instituto de Estudos Brasileiros, São Paulo. |